# Марцин Яблонський
Марцин Яблонський (пол. Marcin Jabłoński; 1801, с. Глогув, нині м. Глогув-Малопольський, Ряшівський повіт Підкарпатське воєводство — 19 лютого 1876, Львів) — польський художник, літограф, маляр-портретист, автор храмових поліхромій.

## Життєпис
Народився у 1801 р. в с. Глогув у Галичині (нині м. Глогув-Малопольський, Ряшівський повіт Підкарпатське воєводство).
Мистецьку освіту здобув у Львові, Варшаві, Кракові й Відні.
У 1820 році переїхав на постійне проживання до Львова. Спочатку займався релігійним живописом, намалювавши близько 120 вівтарних ікон та 1600 портретів. 1844 кілька його робіт опинилися на виставці творів малярства у Львові. Портрети батька, сина, «Дівчини зі сніданком», «Портрет чоловіка», «Жіночий портрет» — зберігаються в Львівській національній галереї мистецтв і Національному музеї у Львові. Яблонський намалював також іконостас для Успенської церкви у Львові, кілька релігійних композицій. 1850 заснував у Львові видавничо-літографічну майстерню, де сам працював у ділянках реставрації та літографії.
Найважливішими літографіями М. Яблонського були ілюстрації до книг: «Okolice Galicji» (1848), «Widoki galicyjskie» (1848), «Widoki okolic Krakowa» (1852). 1853 виконав 56 літографій до «Pocztu książąt i królów polskich». Цикл його літографічних репродукцій ікон Міхала Стаховича прикрашає стіни Єпископського палацу в Кракові. 1863 він продав свою майстерню М. Ф. Порембі. З 1848 М.Яблонський був членом Товариства львівських книгарів, антикварів та друкарів.
У 1862 році художник виконав поліхромію Костелу Святої Анни у Львові.
Помер художник 19 лютого 1876 року у Львові і похований на Личаківському цвинтарі.

## Світлини
|  |  |  |  |  |